# Bugsy Malone
Bugsy Malone – brytyjska groteska kryminalna z 1976 roku.

## Opis fabuły
Chicago, czasy prohibicji. Trwa wojna gangów między Grubym Samem i Dandym Danem. Walka toczy się na torty z kremem. Bugsy Malone, człowiek do wszystkiego, zakochuje się w Blousey Brown - piosenkarce z tajnego baru Grubego Sama. Jego starania o jej względy zostają przerwane przez uwodzicielską piosenkarkę Tallulah, która chce Bugsy'ego tylko dla siebie.

## Obsada
Koncepcją reżyserską było obsadzenie wszystkich ról w filmie przez dzieci i nastolatków oraz granie w sposób naśladujący dorosłych. Najstarszy aktor w filmie nie przekroczył 16 lat.
- Scott Baio - Bugsy Malone
- Florrie Dugger - Blousey Brown
- Jodie Foster - Tallulah
- John Cassisi - Gruby Sam
- Martin Lev - Dandy Dan
- Paul Murphy - Leroy Smith/Gangster
- Sheridan Earl Russell - Knuckles
- Albin 'Humpty' Jenkins - Fizzy
- Paul Chirelstein - Smolsky/Boxer
- Andrew Paul - O'Dreary
- Davidson Knight - Cagey Joe
- Michael Jackson - Razamataz